# N'Dahonta
N'Dahonta è un arrondissement del Benin situato nella città di Tanguiéta (dipartimento di Atakora) con 10.088 abitanti (dato 2006).